# Peter Kjær
Peter Kjær (Fredericia, 5 november 1965) is een voormalig voetballer uit Denemarken, die speelde als doelman. Hij beëindigde zijn loopbaan in 2003 bij de Schotse club Aberdeen.

## Clubcarrière
Kjær speelde een groot deel van zijn loopbaan (1992–2002) voor Silkeborg IF. Daarvoor kwam hij uit voor Vejle BK.

## Interlandcarrière
Kjær speelde vier officiële interlands voor Denemarken. Onder leiding van bondscoach Morten Olsen maakte hij zijn debuut op 25 april 2001 in de vriendschappelijke wedstrijd tegen Slovenië (3-0) in Kopenhagen, net als Martin Albrechtsen (AB). Hij trad in die wedstrijd na 65 minuten aan als vervanger van aanvoerder Peter Schmeichel. Kjær was daarmee de oudste debutant ooit voor Denemarken met zijn 35 jaar en 171 dagen.

## Erelijst
Silkeborg IF
- Deens landskampioen

1994
- Deense beker

2001